# Garden City (New York)
Pour les articles homonymes, voir Garden City.
Garden City est un village (États-Unis) situé dans la ville de Hempstead, dans le centre du comté de Nassau (État de New York), aux États-Unis.
La localité a été fondée par le multi-millionnaire Alexander Turney Stewart en 1869, et est situé sur l'île de Long Island, à l'est de New York, à 29,8 km du centre de Manhattan, juste au sud du village de North Hempstead. Une très petite partie de Garden City est située sur le territoire de North Hempstead.

## Enseignement
L'université Adelphi est établie à Garden City.

## Personnalités liées à Garden City
- Telly Savalas (1922-1994), acteur.
- Mick Foley, catcheur professionnel.
- Kash Patel, avocat et haut fonctionnaire américain.